# جسر بايزيد الثاني (أدرنة)
جسر السلطان بايزيد الثاني بإدرنة (بالتركية: Edirne İkinci Beyazıt Köprüsü) بناه السلطان بايزيد الثاني، وهو أحد الجسور التاريخية العثمانية المهمة على نهر التونجا (بالتركية: Tunca Nehri) في مدينة أدرنة بتركيا الحالية، بالقرب من مجمع السلطان بايزيد الثاني الصحي (بالتركية: Bayezid II Külliyesi) الذي يُعد من أبرز المعالم الطبية والدينية في العهد العثماني.
يُعد هذا الجسر في أدرنة مبنى ذو قيمة فنية بين العديد من المباني المشابهة له في هذه المدينة وهو عمل عثماني بالكامل، كما يُعدّ نموذجًا جميلًا على الهندسة العثمانية الوظيفية والبسيطة التي تخدم أغراضًا عمرانية وخيرية، وما زال قائمًا حتى اليوم كجزء من التراث العثماني الغني في أدرنة، ولا توجد لوحة تأسيسية بالجسر. 
وقد رُمم جسر السلطان بايزيد الثاني مؤخرًا. 

## تاريخه
أمر السلطان بايزيد الثاني ببناء هذا الجسر بهدف ربط مجمّعه الاجتماعي الكبير (الكُليّة) في أدرنة بالمدينة. ويُعرف الجسر أيضًا باسم "جسر عمارت الجديد".
كان الهدف من إنشاء جسر السلطان بايزيد الثاني هو ربط مجمع السلطان بايزيد الثاني الطبي والإسلامي بالمدينة الرئيسية، وتشير الوثائق التاريخية إلى أن السلطان بايزيد الثاني شارك بنفسه في مراسم تأسيس هذا المجمع في ربيع الآخر 889 هـ / مايو 1484 م، ويُعتقد أن بقية مباني المجمع اكتملت أيضًا في التاريخ نفسه.
لا توجد لوحة تأسيسية (كتابة حجرية) تدل على تاريخ بنائه، لكن نصوص الوقف تشير إلى أنه اكتمل في الفترة نفسها التي أنجز فيها المجمّع (889–893 هـ = 1484–1488 م).
وهو أحد الجسور الحجرية التسعة علىنهر التونجا:
1. جسر تونجا (بالتركية: Tunca Köprüsü) أو جسر إكمكجي زاده أحمد باشا (بالتركية: Ekmekçizade Ahmet Paşa Köprüsü)

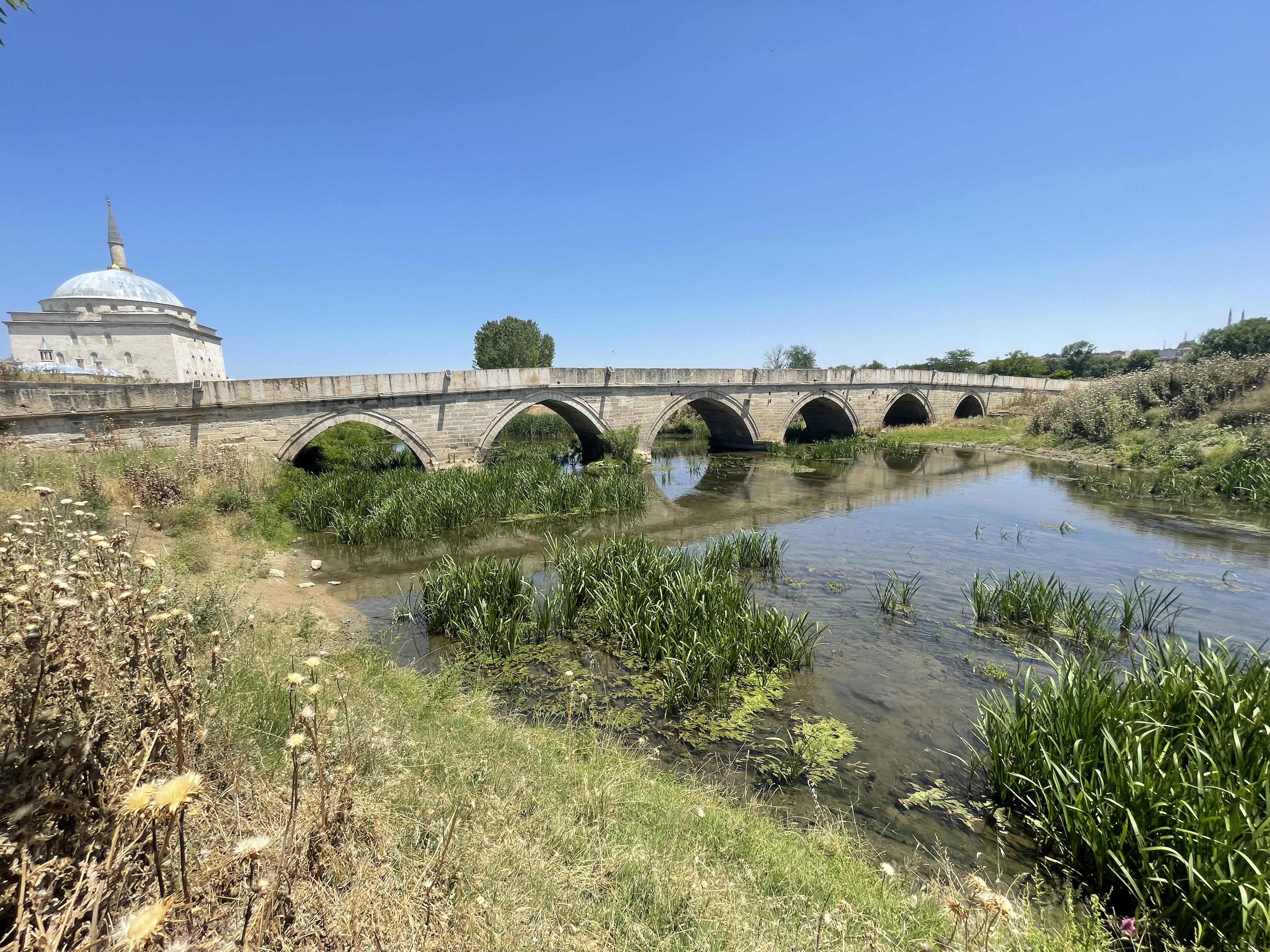
جسر السلطان بايزيد الثاني على نهر التونجا، ويُري في يسار الصورة جامع السلطان بايزيد الثاني بإدرنة الذي هو جزء من مجمع السلطان بايزيد الثاني الصحي.

2. جسر الغازي ميهالي (بالتركية: Gazi Mihal Köprüsü)
3. جسر بايزيد الثاني (بالتركية: II. Bayezid Köprüsü)
4. جسر يالنيز غوز (بالتركية: Yalnızgöz Köprüsü) أو تيك غوز (بالتركية: Tekgöz)
5. جسر سراچ خانه (بالتركية: Saraçhane Köprüsü)
6. جسر الفاتح (بالتركية: Fatih) أو بونجا (بالتركية: Bönce)
7. جسر القانوني (بالتركية: Kanuni) أو سراي (بالتركية: Saray)
8. جسر يلدرم (بالتركية: Yıldırım Köprüsü)
9. جسر شرف شاه (بالتركية: Seferşah) أو مصطفى باشا (بالتركية: Mustafa Paşa)

## إنشاءه
بُني الجسر من الحجارة المقطوعة، ويبلغ طوله 100 متر وعرضه حوالي 6 أمتار، ويحتوي على 6 أقواس مدببة كبيرة. 
أكبر قوس في منتصف الجسر يمتد على مسافة 10 أمتار. 
أُضيف فتحتان صغيرتان لتصريف المياه بجوار القوس الرئيسي، وهذه ميزة وظيفية نادرة في تلك الفترة. 
انهارت بعض الأقواس الوسطى في القرن الثامن عشر، ثم أُصلحت لاحقًا. 

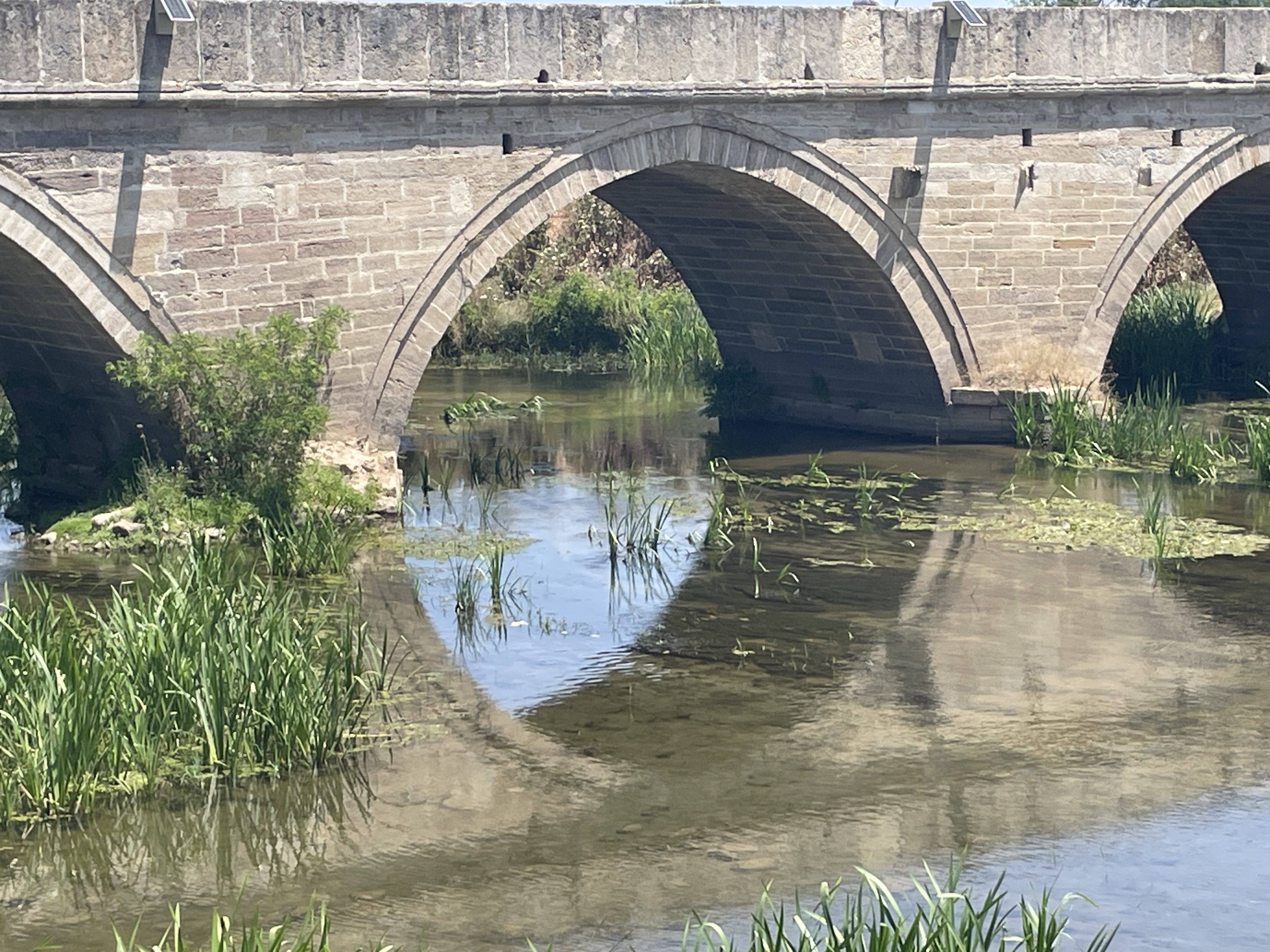
أحد أقواس جسر السلطان بايزيد الثاني على نهر التونجا.

## أهميته في السياق العثماني
كان هذا الجسر جزءا من مشروع معماري شامل يتضمن مسجدًا، ومستشفى "دار الشفاء"، ومدرسة طبية، ومطبخًا خيريًا.
كان المهندس المعماري "معمار خير الدين" (بالتركية: Mimar Hayrettin) مؤثرًا في تطوير العمارة قبل معمار سنان، وتُمثل أعماله، ومنها هذا الجسر، توازنًا بين الغرابة الجمالية والدقة الوظيفية.
يُعد الجسر اليوم معلمًا مهمًا للزوار، إذ يربط مجمّعًا فريدًا شهد تطورًا معترفًا به عالميًا في الرعاية الصحية والثقافية الإسلامية.

## معرض الصور

جسر السلطان بايزيد الثاني في إدرنة
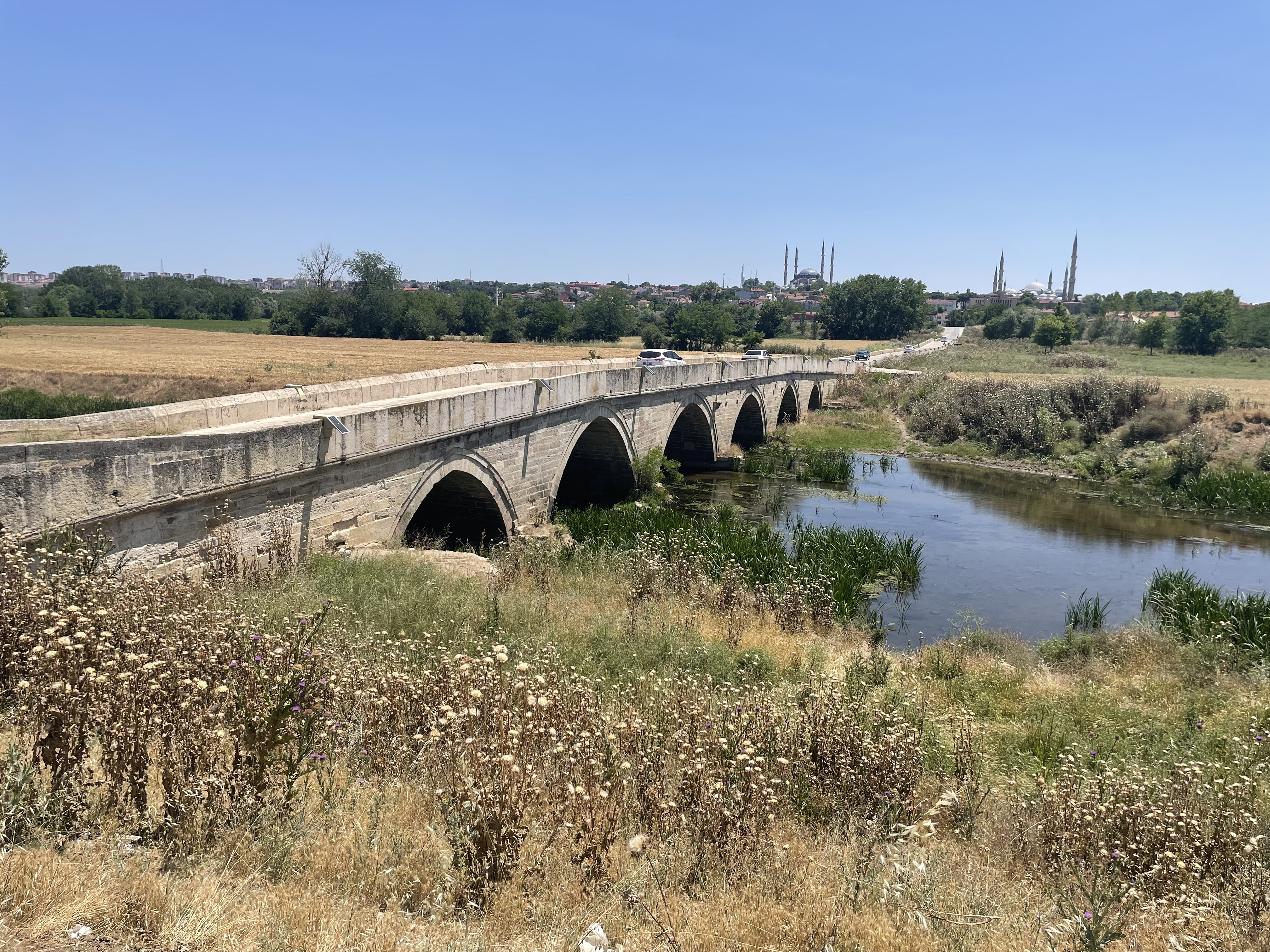
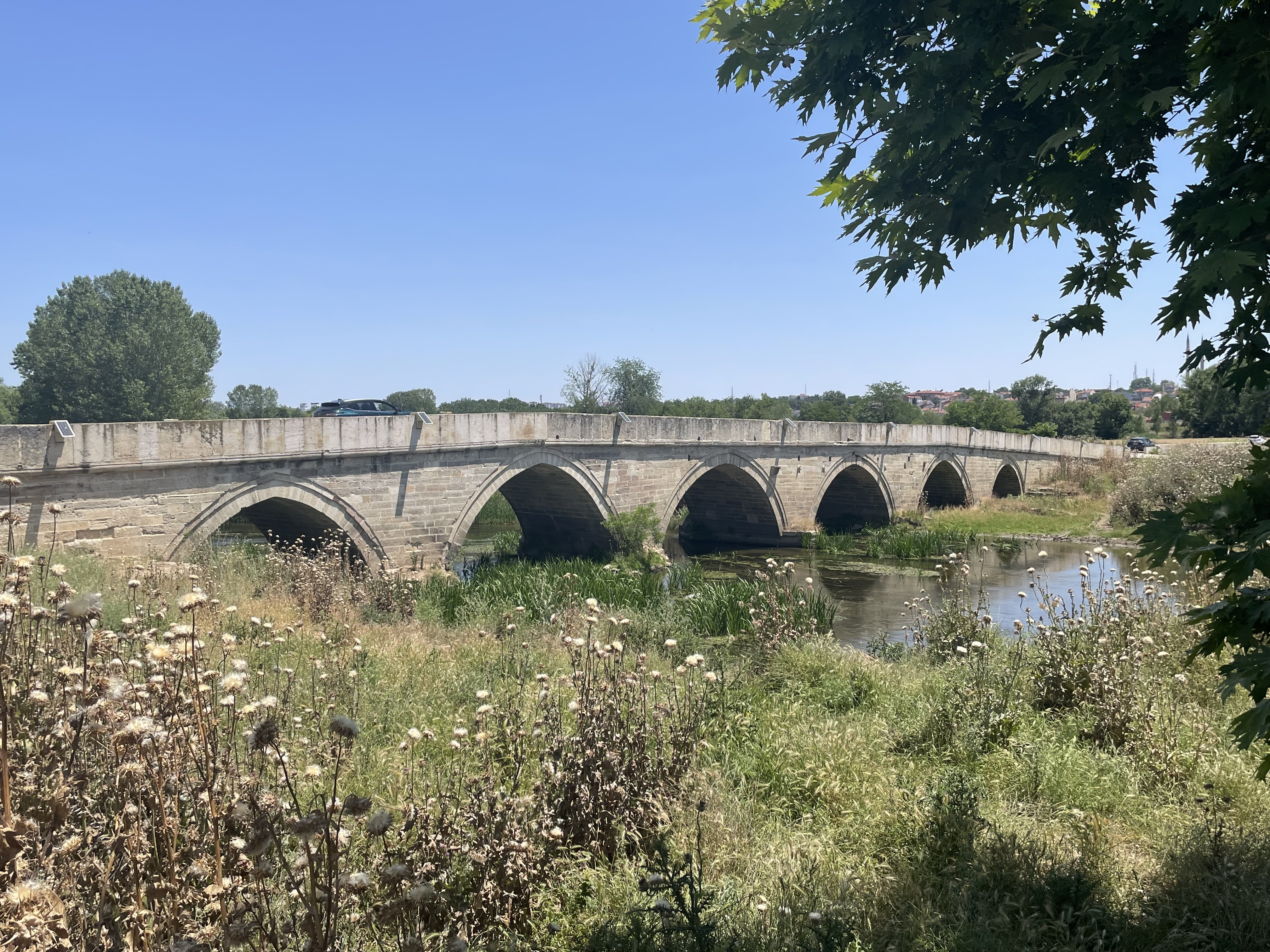
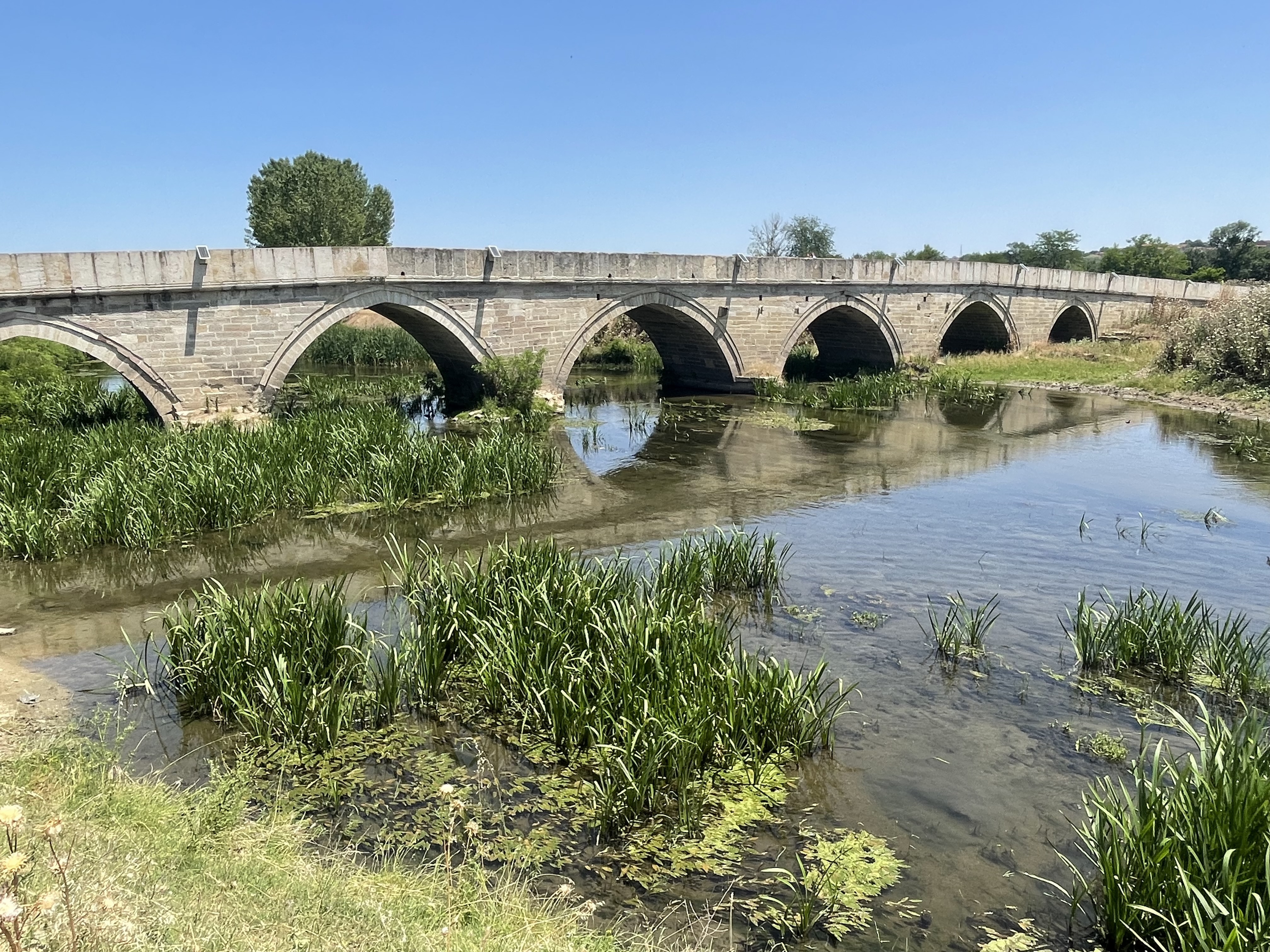
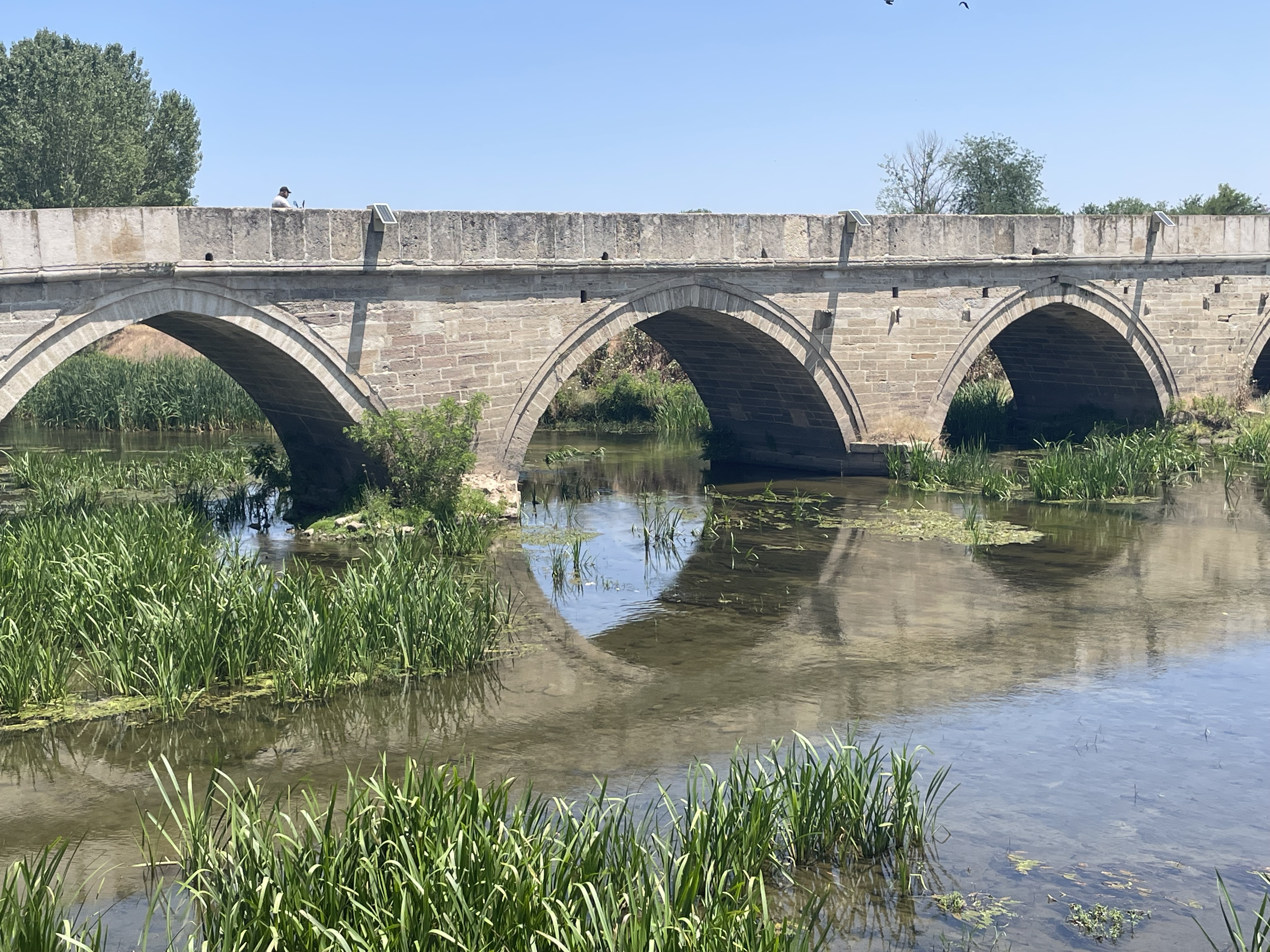